# جاكلين ماير
جاكلين ماير (بالإنجليزية: Jacquelyn Mayer)‏ هي متسابقة ملكة الجمال وعارضة أمريكية، ولدت في 20 أغسطس 1942 في ساندوسكي في الولايات المتحدة.